# Charnoz-sur-Ain
Charnoz-sur-Ain és un municipi francès situat al departament de l'Ain i a la regió d'Alvèrnia-Roine-Alps. L'any 2007 tenia 901 habitants.

## Demografia

### Població
El 2007 la població de fet de Charnoz-sur-Ain era de 901 persones. Hi havia 305 famílies de les quals 40 eren unipersonals (24 homes vivint sols i 16 dones vivint soles), 71 parelles sense fills, 166 parelles amb fills i 28 famílies monoparentals amb fills.
La població ha evolucionat segons el següent gràfic:
Habitants censats

### Habitatges
El 2007 hi havia 329 habitatges, 300 eren l'habitatge principal de la família, 26 eren segones residències i 3 estaven desocupats. 325 eren cases i 4 eren apartaments. Dels 300 habitatges principals, 281 estaven ocupats pels seus propietaris, 18 estaven llogats i ocupats pels llogaters i 1 estava cedit a títol gratuït; 2 tenien una cambra, 4 en tenien dues, 24 en tenien tres, 93 en tenien quatre i 178 en tenien cinc o més. 239 habitatges disposaven pel capbaix d'una plaça de pàrquing. A 88 habitatges hi havia un automòbil i a 210 n'hi havia dos o més.

### Piràmide de població
La piràmide de població per edats i sexe el 2009 era:
| Homes | Edats   | Dones |
| ----- | ------- | ----- |
| 0     | 95 o +  | 0     |
| 0     | 90 a 94 | 0     |
| 0     | 85 a 89 | 0     |
| 0     | 80 a 84 | 0     |
| 0     | 75 a 79 | 4     |
| 4     | 70 a 74 | 0     |
| 8     | 65 a 69 | 12    |
| 24    | 60 a 64 | 8     |
| 16    | 55 a 59 | 12    |
| 0     | 50 a 54 | 12    |
| 28    | 45 a 49 | 32    |
| 40    | 40 a 44 | 8     |
| 64    | 35 a 39 | 52    |
| 48    | 30 a 34 | 68    |
| 20    | 25 a 29 | 24    |
| 4     | 20 a 24 | 16    |
| 16    | 15 a 19 | 12    |
| 32    | 10 a 14 | 32    |
| 80    | 5 a 9   | 44    |
| 56    | 0 a 4   | 36    |

## Economia
El 2007 la població en edat de treballar era de 601 persones, 477 eren actives i 124 eren inactives. De les 477 persones actives 463 estaven ocupades (242 homes i 221 dones) i 14 estaven aturades (7 homes i 7 dones). De les 124 persones inactives 30 estaven jubilades, 61 estaven estudiant i 33 estaven classificades com a «altres inactius».

### Ingressos
El 2009 a Charnoz-sur-Ain hi havia 302 unitats fiscals que integraven 941 persones, la mediana anual d'ingressos fiscals per persona era de 21.502 €.

### Activitats econòmiques
Dels 42 establiments que hi havia el 2007, 1 era d'una empresa de fabricació d'altres productes industrials, 7 d'empreses de construcció, 12 d'empreses de comerç i reparació d'automòbils, 3 d'empreses de transport, 2 d'empreses d'hostatgeria i restauració, 2 d'empreses d'informació i comunicació, 3 d'empreses financeres, 1 d'una empresa immobiliària, 6 d'empreses de serveis, 4 d'entitats de l'administració pública i 1 d'una empresa classificada com a «altres activitats de serveis».
Dels 7 establiments de servei als particulars que hi havia el 2009, 2 eren tallers de reparació d'automòbils i de material agrícola, 1 guixaire pintor, 1 fusteria, 1 lampisteria i 2 restaurants.
L'únic establiment comercial que hi havia el 2009 era una botiga d'equipament de la llar.
L'any 2000 a Charnoz-sur-Ain hi havia 10 explotacions agrícoles que ocupaven un total de 335 hectàrees.

## Equipaments sanitaris i escolars
El 2009 hi havia una escola elemental.

## Poblacions més properes
El següent diagrama mostra les poblacions més properes.